# Brigitte Auer
Brigitte Auer (17 marzo 1966) è un'ex sciatrice alpina austriaca.

## Biografia
Specialista delle prove tecniche originaria di Birgitz, in Coppa del Mondo ottenne il primo piazzamento l'8 gennaio 1990 a Hinterstoder in slalom gigante classificandosi 7ª: tale risultato rimase il migliore della Auer nel massimo circuito internazionale, in cui prese per l'ultima volta il via il 2 marzo 1992 a Sundsvall in slalom speciale (18ª), sua ultima gara internazionale. Non prese parte a rassegne olimpiche o iridate.

## Palmarès

### Coppa del Mondo
- Miglior piazzamento in classifica generale: 55ª nel 1992

### Campionati austriaci
- 1 medaglia[1]:
  - 1 bronzo (slalom speciale nel 1992)